# Sociale software
Sociale software is te definiëren als 'software die de online interactie tussen mensen mogelijk maakt, virtuele relaties faciliteert, virtuele omgevingen creëert waar mensen samen kunnen werken of virtuele gemeenschappen kunnen vormen'. In brede zin omvat de term verouderde media zoals e-mail en 'instant messaging', maar sommigen beperken de betekenis tot de recentere media, zoals 'blogs' en 'wiki's' en social bookmarking.
Het gebruik van sociale software is de laatste jaren aan het toenemen. Er ontstaan community's rond allerlei onderwerpen, waar mensen hun ervaringen en meningen uitwisselen. Kenmerkend is dat de communicatie persoonlijk en eerlijk verloopt. Collectieve samenwerking, pluralisme en een kritische houding zijn dan ook dé kernwoorden die van toepassing zijn op sociale software.